# Dubenec (zámek)
Dubenec je zřícenina zámku ve stejnojmenné vesnici v okrese Příbram. Postaven byl po roce 1755 v areálu hospodářského dvora, který ve druhé polovině dvacátého století využívalo jednotné zemědělské družstvo z Dlouhé Lhoty. Zanedbání údržby vedlo k postupnému chátrání zámku. Budova je chráněna jako kulturní památka. K památkově chráněným objektům patří kromě samotného zámku také severní hospodářské křídlo s obytným domem a stájemi, jižní hospodářské křídlo s maštalí a stodolou, dvůr s ohradní zdí a zámecký park se zbytky ohradní zdi a bazénu.

## Historie
Dubenecký zámek byl postaven ve starším poplužním dvoře po roce 1755, kdy panství patřilo Tereziánskému ústavu šlechtičen. V roce 1784 statek přešel do soukromých rukou. Někdy po tomto roce se majitelem stal šlechtic Conwoy, který panství prodal Měsíčkovi z Výškova. Další vlastníci do roku 1834 jsou neznámí. V uvedeném roce statek získal Petr Ludvík de Coninck, od kterého jej roku 1848 koupili manželé Karel a Marie Černí. Za nich se statek zadlužil, ale zůstal manželům až do roku 1868, kdy jeho polovinu dostala od ovdovělého Karla Černého jeho dcera Emílie Říhová. Karel Černý zemřel v roce 1873 a jeho polovina připadla vnukům Hugovi a Quidovi Říhovým. V roce 1879 proběhla veřejná dražba zadluženého statku, ve které Dubenec získal architekt Vojtěch Ignác Ullmann, který v budově nechal provést určité stavební úpravy.
V roce 1889 zámek za 55 tisíc zlatých koupili manželé Vilém a Žofie Šmolkovi, ale už o šest let později jej prodali manželům Václavovi a Ludmile Wishatovým, jejichž potomkům zůstal až do roku 1949. Manžel poslední majitelky měl v zámku ještě několik let poté lékařskou ordinaci, ale později celý hospodářský areál i se zámkem získalo jednotné zemědělské družstvo Dlouhá Lhota, které budovu neudržovalo. Na konci osmdesátých let 20. století se zřítila část střechy a došlo k poškození obvodové zdi. Později se propadly stropy a část obvodové zdi se zřítila.
Po roce 1989 byl zámek navrácen v restitucích dědicům rodiny Wishatových. Ti se od roku 2008 pokouší o jeho obnovu.

## Stavební podoba
Jednopatrová zámecká budova má půdorys obdélníka se zaoblenými nárožími o rozměrech asi 25 × 20 metrů. Východní průčelí je zdůrazněné mělkým rizalitem s trojúhelníkovým štítem. V jeho středu se nachází vstupní portál s oválnými okny po stranách. Podobný rizalit je také na západní straně obrácené do zanedbaného parku. V severozápadním rohu budovy bývala kaple. Jako většina ostatních místností měla plochý strop se štukovým zrcadlem.